# Alina Tarachowicz
Alina Tarachowicz (ur. 21 sierpnia 1981 w Słupsku) – polska szachistka, mistrzyni FIDE od 1992 roku.

## Kariera szachowa
Jako juniorka odniosła szereg sukcesów na arenie krajowej oraz międzynarodowej. Wielokrotnie uczestniczyła w finałach mistrzostw Polski juniorek w różnych kategoriach szachowych, zdobywając 5 medali: dwa złote (Grudziądz 1993 – do 12 lat i Nadole 1997, do 16 lat) oraz trzy srebrne (Wisła 1991 – do 10 lat, Biała Podlaska 1992 – do 12 lat i Nadole 1995 – do 14 lat). Była również uczestniczką mistrzostw świata i Europy juniorek, największy sukces odnosząc w 1992 r. w Rimavskiej Sobocie, gdzie zdobyła tytuł mistrzyni Europy do 12 lat (za to osiągnięcie otrzymała tytuł mistrzyni FIDE). Drugi w karierze medal ME zdobyła w 1995 r. w Verdun, zajmując III miejsce w kategorii do 14 lat.
Najwyższy ranking w karierze osiągnęła 1 stycznia 1996 r., z wynikiem 2105 punktów debiutując wówczas na światowej liście rankingowej. Od 2000 r. nie uczestniczy w turniejach klasyfikowanych przez  Międzynarodową Federację Szachową.